# 반려식물
반려-식물(伴侶植物) / [발ː려식물] / 「명사」
사람이 정서적 교감 및 안정을 위해 가까이 두고 기르는 식물. 
사람이 정서적 안정과 즐거움을 얻고자 실내 또는 밖에서 가까이 두고 기르며, 지속적인 돌봄을 통해 교감을 나누는 식물을 뜻한다. 농작물, 화초로만 인식하던 식물에 ‘반려’라는 개념을 합친 신조어로 반려동물과 같은 돌봄의 개념을 포함하고 있다. 식물을 생명체로 인식하고 애정을 갖고 돌보는 데에서 심리적 위안과 활력을 얻을 수 있도록 하며, 반려동물과 유사한 정서적 효과를 준다.

##### <예시>
• 회사 컴퓨터 앞에 놓인 선인장 화분은 나의 작은 반려식물이다.
• 그는 마당에서 키우는 반려식물인 수국을 돌보기 위해 퇴근을 서둘렀다.
• 반려식물은 혼자 사는 어르신에게 외로움을 달래 주는 존재가 되었다.
• 최근 ‘식집사(식물+집사)’라는 말이 신조어로 등장했을 정도로 반려식물을 키우는 사람들이 많아지고 있다.

## 용어의 역사 및 사회·문화적 배경
2007년 5월 24일자 「한겨레」에서 ‘이명석의 반려식물 사귀기’ 라는 제목의 기사가 처음 등장한 이후 총 17회에 걸친 연재 기사가 월 2회의 빈도로 등장하였다.
산업화와 도시화 이후 아파트 중심의 주거환경이 대두되면서 정원을 조성하고 누릴 수 있는 공간이 급격히 축소되었고, 정원에 대한 심리적 갈증이 반려식물을 통해 부분적으로 해소되기 시작했다. 이와 함께 1인 가구의 증가, 밀레니얼 세대의 고유한 세대적 특성으로 나타난 ‘반려식물 기르기’ 유행, 국가정원 조성, 국제정원박람회 개최 등 2010년대 중반 이후부터 한국수목원정원관리원이 설립되면서 정원문화가 확산되기 시작하여 빈도가 늘어나기 시작했다.
한국언론진흥재단에서 제공하는 빅카인즈(Bigkinds)의 통계 결과에 따르면 2007년 언론에 처음 선을 보인 ‘반려식물’ 은 코로나19가 본격화되기 전까지 낮은 빈도로 사용되다가 2020년부터 가파른 상승세를 보인다. 팬데믹 시기에 사회적 거리 두기로 인한 우울감과 고독감을 달래 주는 정서적 동반자에 대한 필요성이 커지면서 사용 빈도가 높아졌다. 